# 岡田真武
岡田 真武（おかだ まなぶ、1978年5月5日 - ）は、主にテレビゲームに関する4コマ漫画などを手がけていた漫画家且つ、シンガーソングライター、ギター講師、舞踊家である。神奈川県出身。

## 来歴
- 母親が舞踊家であったことから、幼い頃よりバレエに携わる。それが一因として小学校〜中学校においてイジメを受けることとなり、登校拒否や転校をした14歳の時点で漫画家を目指したとされる。その後、15歳にて漫画家デビューを果たす。90年代のライブ活動において一時期配布されたフライヤーなどで綴られた手記の中で、「学校に行かないことは良いことじゃないけど、別に行くことが良い事ではない。と自分を奮い立たせた。」といった記述がみられた。
- 10代の頃に作曲され、現在においても度々歌われることの多い代表曲の一つ「おるすばん」の中では、いじめられていた当時の悔しさや寂しさを乗り越えた少年の気持ちが綴られている。
- 舞踊、書、絵、音楽といったマルチな才能を持ちながら、自身はどのジャンルにもとらわれない意識の中で活動をしている。1995年〜2007年頃にかけては、自身が主演・脚本を手がけた舞台への出演、時に演出家や舞台監督としても活動していた。1995年頃にはミュージカル劇の中で主人公達に唄と語りで行方を導く歌い手の役として水森亜土らと共にゲスト出演している。
- 舞台製作に限らず、2004年頃には神奈川県近郊の市町村（行政）と提携した音楽イベントの主催を自ら行うなど、主に個人プロデュースな活動も多く目立ち、ジャンルにとらわれない作家としての印象が深い。

## 変遷
- 1993年、双葉社の4コマまんが王国で漫画家としてデビュー。初期の名前は鈴木学（-1995年頃改名/誤認説あり）。1996年に漫画家としての活動を中止。
- 1996年、ミュージシャンデビュー。
- 2003年、北京に渡り王府井・万里の長城などで中国史上初となるストリートライブを敢行。
- 2004年、栄光学園中学校・高等学校でギター講師を務める。
- 2007年、再度北京に渡り、北京外国語大学にて開催された「日中合同文化祭」のオープニングセレモニー（音楽祭）にゲスト出演。
- 2007年、幼少より培ったバレエを基礎に自らが編み出した「武踊（ぶよう）」作品【遊雲伝】を発表。同年12月、シンガーを引退。
- 2008年、芸名を「岡田輪学」から「岡田真武」へ変更。10/25に、岡田真武として復活ライブを行う。
- 2009年、前年の復活ライブを最後に、すぐさま活動を休止。
- 2016年、愛能えりか（あいのえりか）名義で漫画家及びイラストレーターとして活動を再開。

## 漫画家としての特徴
- ゲーム内容とは全く無関係なネタを突如持ち出し、独特の世界観に持ち込むものが多い。特にストリートファイターII、スーパーマリオ ヨッシーアイランドの漫画では、漫画とは本来関係のない説明的付記（リュウの道着に"←ツギ"という言葉を入れるなど）、ゲームとは関係のない女子高生などのオリジナルキャラクターが登場する、ゲームキャラクターを一発ネタキャラにする（伊達マサガットなど）、突如意味不明な言葉が出てくる（例：ショタショタコーン）など、やりたい放題的作風であったが、一方で漫画としての本質からはずれているのではないかという見方もある。
- 同じ4コマまんが王国で描いていた小林真文の漫画の一部も描いており、逆に小林真文には漫画内で「蛍光緑の鼻水を出す男」と書かれている。

## 音楽家としての特徴
- 岡田輪学として活動していた当時のライブでたびたび本人の口から聞かれた「俺はメディアには出ない。」という発言からも受け取れるように、頑固なまでに一切の取材やメディアへの露出及び活動を拒否し続けていた。当時のホームページで本人が書いていたブログの中でも「CDという媒体が好きじゃない。唄は汗をかき、うたうもの。」「自分が違うと思ったものの前には、いやでも頭を下げたくありません。」といった記述が見られた。
- 2007年頃からは、漫画家当時から好んでいた筆による作画にも力を注いでおり、現在のブログ（下部に記載された外部リンクより）の背景画に使われている「龍」の水墨画も、本人の作画によるものである。現在は書にも探究の食指を動かしている。

## 作品リスト

### ゲームコミック
- 双葉社 4コマまんが王国シリーズ（1993年〜1996年）
  - ストリートファイターII 4コママンガ王国 1 - 3巻
  - スーパードンキーコング 4コママンガ王国 1巻
  - サムライスピリッツ 4コママンガ王国 1巻
  - ボンバーマン 4コママンガ王国 2巻
  - ヨッシーアイランド 4コママンガ王国 1・2巻

### 主な楽曲
- - おるすばん（1996)
  - 想いは風にのる（1996)
  - 雨降り自転車水たまり（1999)
  - 真実(2001)
  - 顔（2002)
  - 蝉（2003)
  - 七夕の空を見上げず（2003)
  - MAN→MEN（2003)
  - 痛み（2003)
  - 茉莉花茶(2003)
  - 知ったかBURIBURI（2004)
  - ブラジャーエンジェル(2004)
  - つぼみ〜Poem of bud〜
  - 本当に愛してたんだ(2005）
  - 俺は募金を絶対しない（2005）
  - 一日違いのbirthday（2006）
  - 蛍/舞踊作品「小町幻想〜花の色はうつりにけりな〜」劇中歌（2006)
  - 月光（2007）
  - 鬣をなびかせて(2007)

### アルバム
- あの日あの時あの侍（1999/9/19）
- WAHAHA（2003/2/5）
- MAN→MEN（2003/8/8）
- ワンマンライブ『蒼』メモリアルCD（2005/6/23）
- ワンマンライブ『THE ACOUSTIC』メモリアルCD（2005/12/2）
- ワンマンライブDVD『いつでもロック』(2006/12/21)